# Nurieux-Volognat
Nurieux-Volognat – miejscowość i gmina we Francji, w regionie Owernia-Rodan-Alpy, w departamencie Ain.

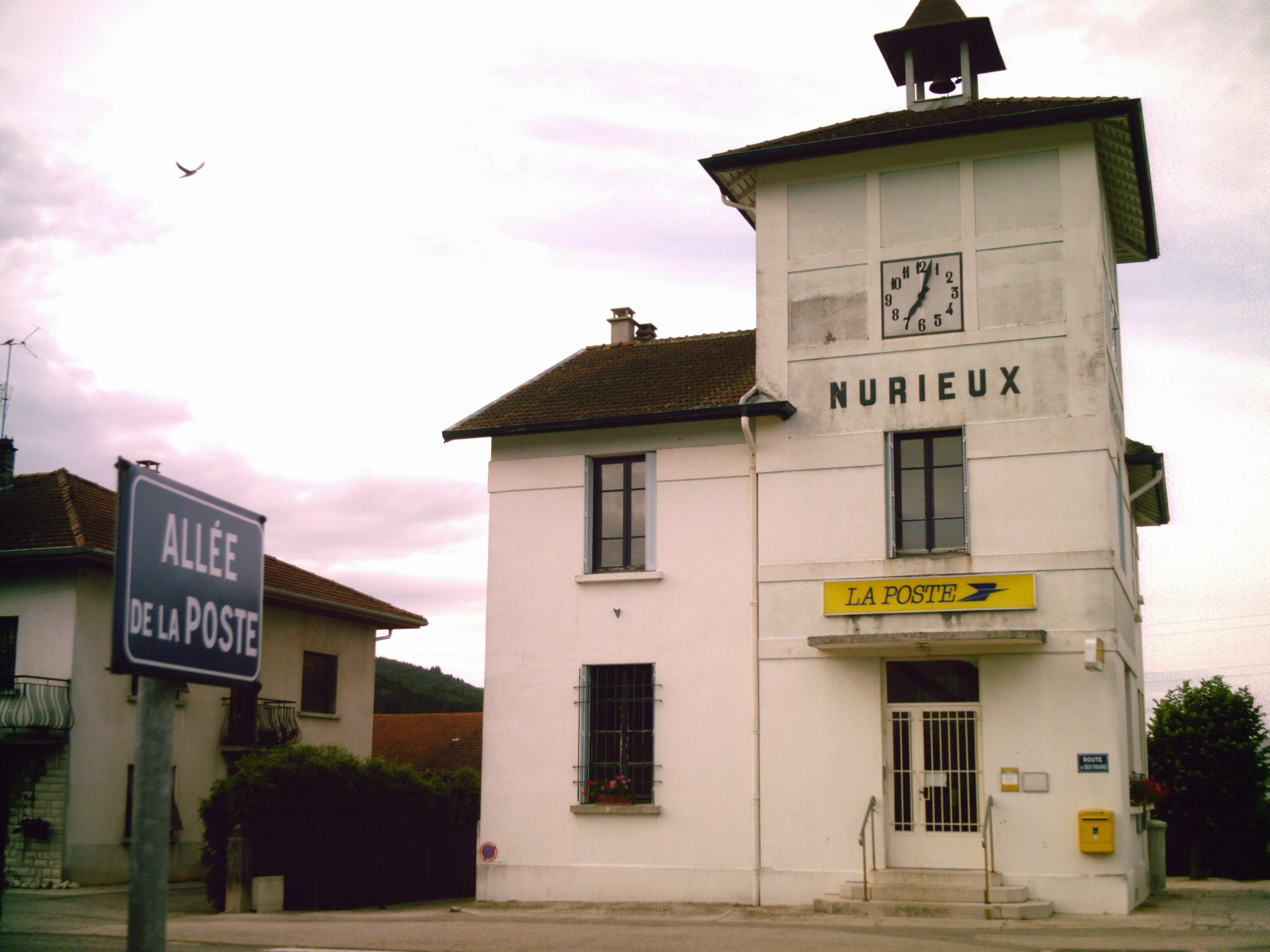
Urząd pocztowy (2008 r.)

## Demografia
Według danych na styczeń 2012 gminę zamieszkiwało 1066 osób, a gęstość zaludnienia wynosiła 55,1 osób/km².